# 三国山脈
三国山脈（みくにさんみゃく）は、群馬県と新潟県の県境沿いに位置する山脈。
広義の越後山脈のうち、谷川岳周辺の谷川連峰を中心として、西は新潟-長野-群馬県境の白砂山付近から、東は新潟-福島-群馬県境に近い平ヶ岳付近までの山々を指す。上信越高原国立公園、魚沼連峰県立自然公園、越後三山只見国定公園に跨っている。

## 概要
三国とは三国峠で示されるように群馬県・新潟県・長野県のことであり、上信越高原国立公園の呼称もこの三県に因んでいる。山域の遠望は三国連山（みくにれんざん）などとも呼ばれる。
山脈のうち三国峠から清水峠までの山々を特に谷川連峰（たにがわれんぽう）と呼ぶ。
谷川連峰より東（尾瀬より西）の利根川源流域付近の山々を上越山地（じょうえつさんち）とも言う（みなかみユネスコエコパーク）。
上越国境ではないが近傍にある苗場山、佐武流山、越後三山などを含んで三国山塊（みくにさんかい）と呼称する例もある。
この山域の特徴は自然美である。2000m級の山が連なっているため高山植物が多く観察でき、峠の近傍以外は人里から比較的離れた地域にあるので自然林が多く残されている。日本海側気候と太平洋側気候の境界（中央分水嶺）であり、太平洋と日本海から来る大気がぶつかり合う地域でもあるため気象の変化が激しい。また年間の日照時間が少なく、夏季の降水量や冬季の降雪量が非常に多い地域でもあるので浸食が激しく、深い渓谷を刻んでいる（アバランチシュート・非対称山稜）。比較的傾斜が急な山が多いものの、頂上の付近は伸びやかな草原となっている山もある。
谷川連峰の国境稜線上はほとんどの山小屋が避難小屋であり、有人小屋は平標山の家、谷川岳肩の小屋、蓬峠の蓬ヒュッテのみである。
この山域に属する山は谷川岳を始めとした日本百名山が含まれる他、ぐんま県境稜線トレイルやスノーカントリートレイルなど登山やハイキングのコースとしても親しまれているが、白砂山から三坂峠までの稜線と、清水峠の先のジャンクションピークから巻機山までは登山者が少なくヤブこぎの世界で上級者向け。また牛ガ岳より先は縦走路に登山道の整備はない。

## 主な山・地形
※上越国境稜線・西から順に
- 白砂山（2139.8m）
- 上ノ間山（2033.5m）
- 忠次郎山（2084m）
- 上ノ倉山（2107.9m）
- 三坂峠
- 稲包山（1597.9m）
- 三国峠（1244m）
- 三国山（1636.3m）
- 大源太山（1764.3m）
- 平標山（1983.8m）
- 仙ノ倉山（2026.3m）
- エビス大黒（1888m）
- 毛渡乗越（1568m）
- 万太郎山（1954.1m）
- 大障子頭
- 小障子頭
- オジカノ頭
- 谷川岳（トマの耳1963m、オキの耳1977m）
- 一ノ倉岳（1974.1m）
- 茂倉岳（1977.9m）
- 武能岳（1759.6m）
- 蓬峠（1529m）
- 七ツ小屋山（1674.7m）
- 清水峠（1448m）
- ジャンクションピーク
- 大烏帽子山（1819.5m）
- 檜倉山（1744.2m）
- 涸沢山（1900.3m）
- 米子頭山（1796m）
- 巻機山（1967m）
- 牛ヶ岳（1961.6m）
- 三ツ石山（1586m）
- 下津川山（1928m）
- 越後沢山（1860.8m）
- 丹後山（1808.6m）
- 大水上山（1831m）
- ニセ藤原山（1750m）
- 剣が倉山（1997m）
- 平ヶ岳（2140m）

新潟県側
- 佐武流山（2192m）
- 苗場山（2145m）
- 大源太山（1598m）
- 割引岳（1931m）
- 越後三山
  - 中ノ岳（2085m）
  - 越後駒ヶ岳（2003m）
  - 八海山（1778m）

群馬県側
- 朝日岳（1945m）
- 笠ヶ岳（1852m）
- 白毛門（1720m）
- 味城山
- 大峰山
- 吾妻耶山

## 交通アクセス
- 電車の場合
  - 群馬県側
    - 上越線の後閑駅、水上駅、土合駅が主な拠点。
    - 上越新幹線の上毛高原駅。

  - 新潟県側
    - 上越線の土樽駅、越後湯沢駅など。
    - 上越新幹線の越後湯沢駅、浦佐駅が主な拠点。
- 自動車の場合
  - 群馬県側
    - 関越自動車道の月夜野IC、水上IC。

  - 新潟県側
    - 関越自動車道の湯沢IC、塩沢石打IC、魚沼ICなど。